# Chiesa di Santa Maria dell'Arco (Noto)
La Chiesa di Santa Maria dell'Arco è una chiesa di Noto in Sicilia. Fa parte del sito Unesco "Città tardo barocche del Val di Noto".

## Storia
Fu originariamente edificata come annessa al nuovo monastero de cistercensi (presenti a Noto fin dal XIII secolo), stravolto nelle trasformazioni successive all'Unità d'Italia.
Fu progettata dall'architetto Rosario Gagliardi, coadiuvato da Vincenzo Sinatra nella direzione dei lavori cominciati nel 1730.

## Descrizione
La chiesa si trova lungo via Ducezio, uno degli assi urbanistici della ricostruzione post sisma della città di Noto. L'edificio è caratterizzato da un interno a unica navata e da una facciata rettangolare, scandita da semplici lesene, ma arricchita da due torrette campanarie e da un portale molto elaborato affiancato da colonne tortili, poste su basamenti scolpiti in bassorilievo, sormontate da una trabeazione con frontone spezzato, al centro del quale campeggia lo stemma dell'ordine cistercense sormontato da un finestrone con motivi floreali e fogliati scolpiti in bassorilievo.